# Shiruko
Shiruko (汁 粉), o oshiruko (お 汁 粉) con la "o" onorifica (お), è un dolce tradizionale giapponese. È un porridge dolce di fagioli azuki lessati e schiacciati, servito in una ciotola con mochi. Lo shiruko può anche essere fatto con le castagne o con gnocchi di farina di riso glutinoso al posto del mochi.

## Tipologie
Esistono due tipi di shiruko basati su diversi metodi di cottura dei fagioli azuki. Questi possono essere trasformati in pasta o formare una miscela di pasta e di fagioli grossolanamente schiacciati. Esiste un piatto simile, lo zenzai (善哉 、 ぜ ん ざ い), che è fatto con pasta condensata con calore ed è meno acquoso dello shiruko e che ricorda la consistenza di una confettura.
Nel Giappone occidentale il termine zenzai si riferisce a un tipo di shiruko ottenuto da una miscela di pasta e fagioli schiacciati. A Okinawa invece con il termine "zenzai" si indica comunemente questa zuppa di fagioli servita su ghiaccio tritato con mochi. Occasionalmente vengono aggiunti altri condimenti, come il latte condensato zuccherato.
Il mochi appiccicoso e mezzo sciolto e il porridge di fagioli rossi dolce e caldo sono apprezzati da molti giapponesi, soprattutto durante l'inverno. Lo shiruko viene spesso servito con un contorno di alimenti acidi o salati, come l'umeboshi o lo shiokombu, per rinfrescare il palato, anche perché lo shiruko è così dolce che il suo gusto dopo un po' può stancare.
Nella prefetture di Tottori e di Shimane, lo shiruko viene utilizzato anche per lo zōni, una zuppa tipica della celebrazione del capodanno.